# Rehetobel
Rehetobel (schweizerdeutsch Rechtobel) ist eine politische Gemeinde im Vorderland des Kantons Appenzell Ausserrhoden in der Schweiz.

## Geographie
Rehetobel ist mit einer Höhe von 953 Metern ü. M. nach Schwellbrunn und Wald die dritthöchstgelegene Gemeinde des Kantons Appenzell Ausserrhoden. Das Dorfzentrum liegt 12 Kilometer östlich von St. Gallen und 5 Kilometer südwestlich von Heiden. Eine Postautolinie verbindet Rehetobel mit diesen beiden lokalen Zentren. Südlich grenzt das Gemeindegebiet von Rehetobel an Wald, südwestlich an Trogen und Speicher. Die natürlichen Grenzen zu diesen Nachbargemeinden bilden die tiefen Einschnitte von Goldach und Moosbach. Im Norden liegt die Gemeinde Grub. Der tiefste Punkt auf Rehetobler Gemeindegebiet ist die Achmüli an der Goldach mit 610 Metern ü. M., der höchste Punkt ist der Kaienspitz mit 1120 Metern ü. M.

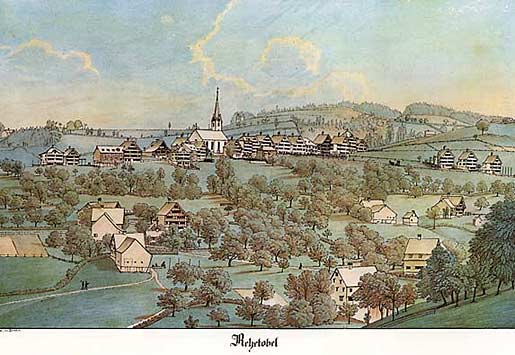
Rehetobel auf einer Tuschfederzeichnung, ca. 1830

Historisches Luftbild aus 200 m von Walter Mittelholzer von 1923

## Geschichte
Anders als das Gebiet der Gemeinde Trogen westlich der Goldach wurde Rehetobel nicht vom Kloster St. Gallen, sondern vom Hoheitsgebiet des Bistums Konstanz her erschlossen und besiedelt, und zwar im Vergleich mit anderen Ausserrhoder Gemeinden spät. Im Klingenberger Urbar, dem ältesten Abgabeverzeichnis, werden Höfe wie Klingenbuoch oder Nuwenswendi (Neuschwendi) erst um 1300 erwähnt. Kirchlich gehörte das Gebiet zu der seit 1259 bezeugten Mauritius-Kirche in Goldach.
Der Name Rehetobel erscheint 1463 in einem Stiftungsbrief der Kirche in Trogen zum ersten Mal. Die Urkunde erwähnt Güter, welche an Wald, an das Reh Tobel und an das Troger Tobel stossen. Ein weiteres Gut an der Nasen grenzt ebenfalls an das Reh Tobel.
Rehetobel bezeichnet demnach ursprünglich lediglich das Waldtobel unterhalb des Rechbergs, das Moosbachtobel. Dieses wurde vom Rechberg aus benannt und Rehetobel ist daher eine Abkürzung aus Rechbergtobel. In der noch gebräuchlichen Mundartform Rechtobel ist der althochdeutsche Tiername Réh vor dem anschliessenden Konsonanten zu rech verändert worden, ähnlich wie bei Rechberg oder Rechstein.
Im Zuge der Appenzellerkriege im frühen 15. Jahrhundert besetzten die Appenzeller die Hügelzüge von Eggersriet bis Walzenhausen. Rehetobel wurde 1458 der Appenzeller Rohde Trogen zugeteilt. In der Folge wurde auch die kirchliche Verbindung mit Goldach aufgelöst, ab 1463 gehörte Rehetobel zur Kirchhöri Trogen, mit der es 1525 zur Reformation übertrat.

### Gemeindegründung 1669
Als im 17. Jahrhundert immer mehr ausserrhodische Flecken durch Kirchenbauten zu eigenständigen Gemeinden wurden, zogen auch die Bewohner von Rehetobel in Erwägung, eine eigene Kirche zu errichten – zumal der Kirchweg durch das Tobel beschwerlich war. Trotz des Widerstands aus Trogen begannen sechs Männer, die Materialien für die Kirche zu beschaffen, und erreichten schliesslich, dass der Grosse Rat den Bau am 22. Oktober 1668 genehmigte. Am 29. August 1669 wurde die Rechtobler Kirche nach einer Bauzeit von zweieinhalb Jahren eingeweiht. Tags darauf wurden Pfarrer, Hauptleute und Räte gewählt. Damit war die Gründung der Gemeinde und der Kirchgemeinde Rehetobel besiegelt.
Die Kirche war schon bald zu klein und wies bauliche Mängel auf. Aus diesem Grund wurde sie bereits im Jahr 1737 von Jakob Grubenmann neu gebaut. Um die Kirche entstand innerhalb der Streusiedlung allmählich der Dorfkern.

### Dorfbrände 1796 und 1890
1796 verwüstete eine Feuersbrunst das Dorfzentrum ein erstes Mal. Vom damals dort ansässigen Pfarrer Johannes Lutz ist der folgende Satz erhalten geblieben: «Anno 1796 den 9. April nachmittags war eine schreckliche Feuersbrunst oben im Dorf in einem Backenhaus entstanden, da ob der Kirche alle Häuser abgebrannt und die Kirche wurde wie durch ein Wunder Gottes gerettet.» Bei späteren Untersuchungen fand man heraus, dass zur Brandzeit ein «relativ starkes» Erdbeben wütete und so den Backofen des Bäckerhauses beschädigte. Ein starker Nordwestwind trug dazu bei, dass das Feuer schnell auf die umliegenden Häuser übergriff. Insgesamt gingen elf Häuser und neun Nebengebäude in Flammen auf.
Beim zweiten verheerenden Dorfbrand am 21. Juni 1890 wurde auch die Kirche ein Opfer der Flammen. Das Feuer brach nach 18 Uhr in den beiden zusammengebauten Häusern von Leonhard Rohner und Konrad Tanner aus. Ein starker Südwestwind übertrug es sogleich auf das gegenüberstehende Pfarrhaus, auf das Haus der Witwe Egger und das Spritzenhaus. Kurze Zeit später brannte auch die Kirche mit dem erst vier Jahre zuvor renovierten Turm lichterloh. Um 21 Uhr stürzte der Turm ein. Einzig das Gemäuer blieb dank des neuen eisernen Glockenstuhls stehen. Die Glocken wurden unbrauchbar und mussten neu gegossen werden. Die Schadenssumme war hoch, konnte jedoch durch Geldspenden der umliegenden Dörfer etwas verkleinert werden.

### 20. Jahrhundert

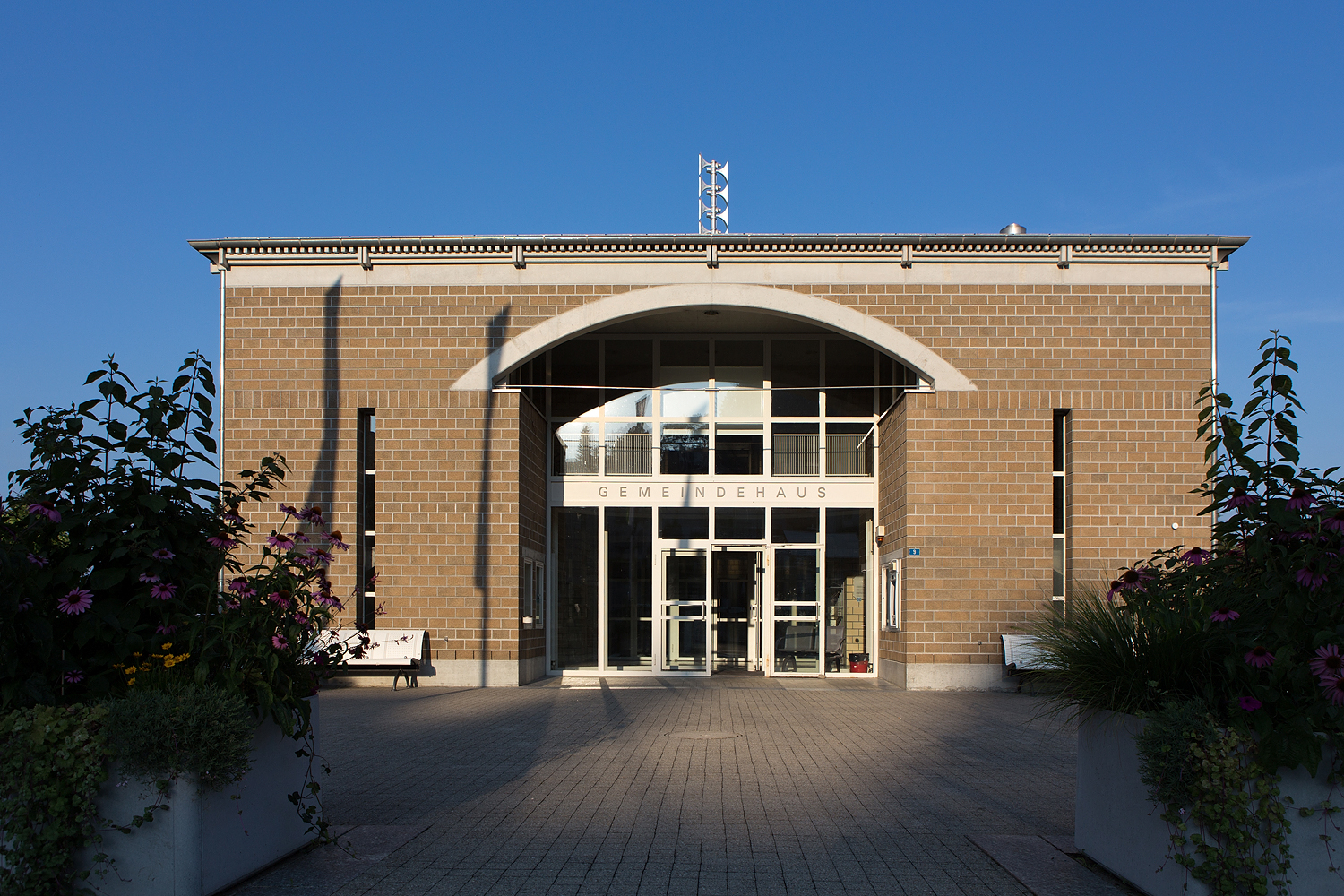
Das Gemeindehaus von 1990

Die Entwicklung der Gemeinde ist eng verbunden mit der Blüte und dem Niedergang der Textilindustrie. Die ursprüngliche Leinwandproduktion verlagerte sich ab Mitte des 18. Jahrhunderts hin zur Baumwollweberei, Ende des 19. Jahrhunderts war die Stickerei dominant. Die Heimarbeiter von Rehetobel lieferten vor allem an Fabrikanten in Trogen und Speicher. Die Zeit zwischen den beiden Weltkriegen mit der Wirtschaftskrise traf die Gemeinde hart, weil die Textilindustrie stark betroffen war. Ein Strukturwandel setzte ein, von 1910 bis 1970 ging die Bevölkerungszahl von 2416 auf 1503 zurück. Die Lage des Dorfs an einem Südhang mit Blick auf den Alpstein machte Rehetobel indes zu einem bevorzugten Wohnort. Die Gemeinde verbesserte 1956 die Wasserversorgung, eröffnete 1961 ein Schwimmbad und nahm 1966 eine Kläranlage in Betrieb. Ab den 1960er-Jahren kam die Raumplanung in der ganzen Schweiz auf die politische Agenda. Die Diskussion um Siedlungsentwicklung und den Schutz der Landschaft erfasste auch Rehetobel, wo ab den 1970er-Jahren viel gebaut wurde. Einerseits machte sich der Fotograf Herbert Maeder in seinem Dorf und als Nationalrat für den Landschaftsschutz stark. Andererseits entbrannte ein mehr als zehn Jahre dauernder Streit um die Überbauung des Gebiets Fernsicht-Berg. Dieses ist heute geschützt, für andere Gebiete hat die Gemeinde Quartierpläne erarbeitet. Neue Quartiere entstanden hingegen am Sonnenberg oder an der Gartenstrasse. Auch der Dorfplatz wurde erneuert. 1976 eröffnete der neue Kindergarten Oberdorf, 1976–1977 wurde eine katholische Kirche errichtet, 1980 wurde das Schulhaus Dorf renoviert und 1990 das neue Gemeindezentrum eingeweiht.

### Bevölkerung
| Bevölkerungsentwicklung | Bevölkerungsentwicklung | Bevölkerungsentwicklung | Bevölkerungsentwicklung | Bevölkerungsentwicklung | Bevölkerungsentwicklung | Bevölkerungsentwicklung | Bevölkerungsentwicklung | Bevölkerungsentwicklung | Bevölkerungsentwicklung | Bevölkerungsentwicklung | Bevölkerungsentwicklung | Bevölkerungsentwicklung | Bevölkerungsentwicklung |
| ----------------------- | ----------------------- | ----------------------- | ----------------------- | ----------------------- | ----------------------- | ----------------------- | ----------------------- | ----------------------- | ----------------------- | ----------------------- | ----------------------- | ----------------------- | ----------------------- |
| Jahr                    | 1850                    | 1870                    | 1888                    | 1900                    | 1920                    | 1941                    | 1960                    | 1980                    | 1990                    | 2000                    | 2010                    | 2020                    | 2022                    |
| Einwohner               | 1984                    | 2321                    | 2229                    | 2184                    | 2209                    | 1554                    | 1629                    | 1416                    | 1688                    | 1742                    | 1687                    | 1754                    | 1706                    |

## Politik
Seit 2019 ist Urs Rohner Gemeindepräsident von Rehetobel. Die Gemeinde verfügt über einen siebenköpfigen Gemeinderat, der unter der Leitung des Gemeindepräsidenten steht. Der Rat wird von den Stimmbürgerinnen und Stimmbürgern im Majorzverfahren für eine vierjährige Amtszeit bestimmt. Der Gemeinderat ist ein politisches Organ der Exekutive und kümmert sich im Rahmen seiner Kompetenzen um die laufenden Geschäfte der Gemeinde. Es gibt auf Gemeindeebene keine begrenzte Anzahl Amtszeiten. Die aktuelle Zusammensetzung des Gemeinderats ist auf der Webseite der Gemeinde ersichtlich.
Aufgrund der Einwohnerzahl darf Rehetobel zwei Personen im Kantonsrat in Herisau stellen, der die Legislative des Kantons bildet. Die Personen werden im Majorzverfahren von den Stimmbürgerinnen und Stimmbürgern für eine Amtszeit von vier Jahren gewählt. Die Kantonsrätinnen und Kantonsräte vertreten die Interessen der Gemeinde auf kantonaler Ebene. Die aktuellen Vertretungen aller Gemeinden sind auf der Webseite des Kantonsrats verzeichnet.
Als eine von vier Ausserrhoder Gemeinden hat Rehetobel das Stimm- und Wahlrecht für Ausländerinnen und Ausländer eingeführt. Das bedeutet, dass sie auf kommunaler Ebene gleichberechtigt politisch mitbestimmen dürfen, sofern sie einige vom Kanton gestellte Bedingungen erfüllen (10 Jahre Wohnsitz in der Schweiz, 5 Jahre Wohnsitz in Appenzell Ausserrhoden, aktueller Wohnsitz in Rehetobel).

## Wirtschaft
Die wirtschaftliche und demografische Entwicklung von Rehetobel wurde massgebend von der Textilindustrie beeinflusst. Um 1400 begannen die Menschen mit dem Flachsanbau und der Leinenstoffverarbeitung. Auch in Rehetobel erarbeitete sich die kleinbäuerliche Einwohnerschaft dadurch einen Nebenverdienst. Ab Mitte des 18. Jahrhunderts wechselte man vom Leinwandgewerbe zur Baumwollverarbeitung, und so wurde noch in protoindustrieller Zeit die Baumwollindustrie zum wichtigen Erwerb. Mit der Hinwendung zur Baumwolle wechselten auch die Geschäftsbeziehungen mehrheitlich von Trogen und der Familie Zellweger nach Speicher zu der ursprünglich aus Rehetobel stammenden Textilhandelsfamilie Schläpfer. Seit 1770 existierte eine Stoffdruckerei und im Kastenloch, an der Goldach und den Weggabelungen nach Trogen und Speicher gelegen, entstand eine Färberei. Diese textile Blüte in der zweiten Hälfte des 18. Jahrhunderts führte zu einem Bevölkerungswachstum.

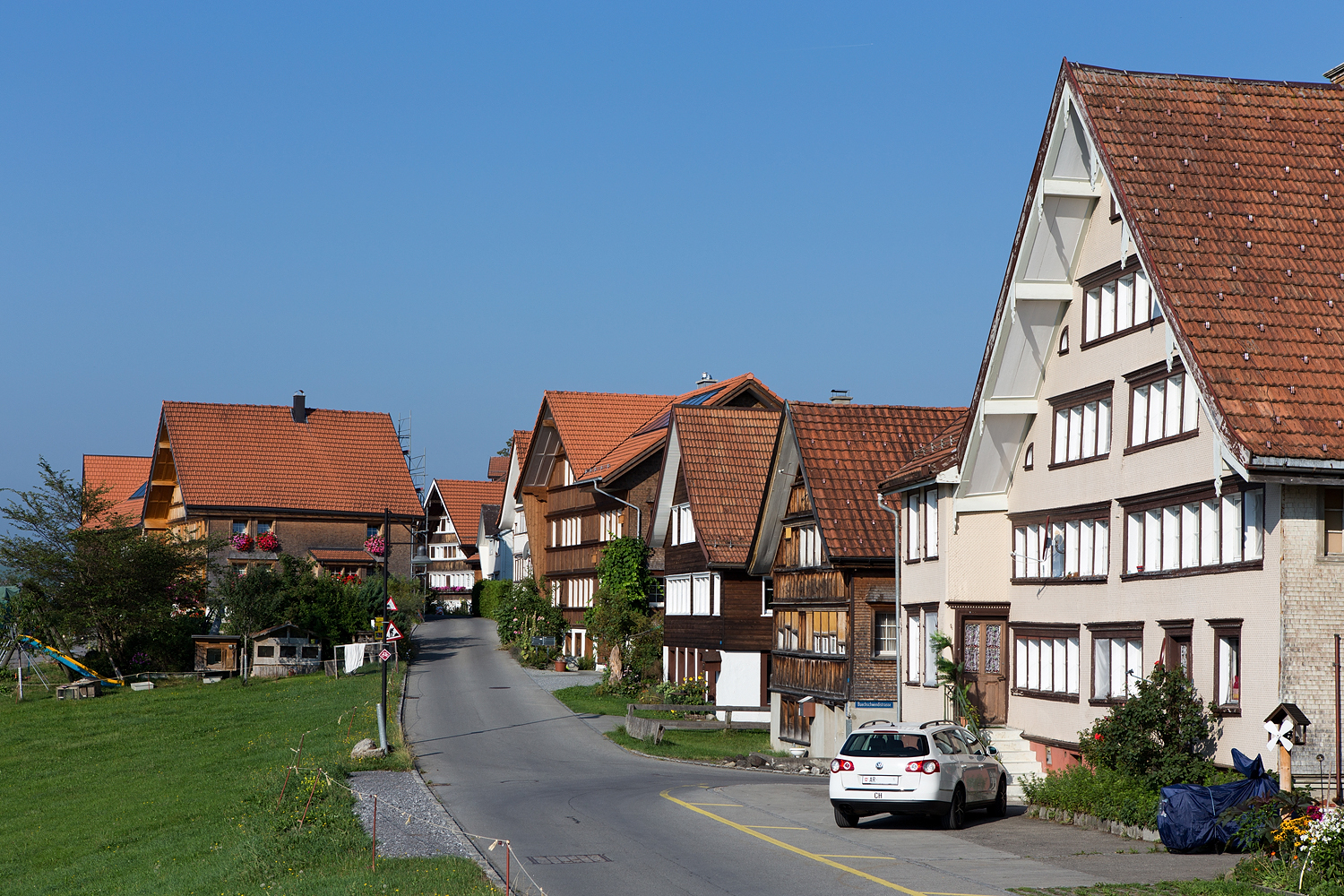
Stickerhäuser an der Sägholzstrasse

Es ist ein Charakteristikum der Textilindustrie, dass sie starken Schwankungen unterliegt – davon war auch die Gemeinde Rehetobel betroffen. Zu Beginn des 19. Jahrhunderts wirkten sich die napoleonischen Kriege und später die Industrialisierung mit ihrer Konzentration auf Wasserkraft und Fabriken negativ auf die in der Heimarbeit beschäftigten Weberinnen und Weber aus. Um 1840 aber war Rehetobel neben Herisau führend in der Herstellung weisser Baumwollgewebe, bis 1862 wurden drei Webfabriken gegründet. Der Boom der St. Galler Maschinenstickerei schliesslich liess zwischen 1892 und 1910 die zuvor rückläufige Bevölkerungszahl emporschnellen und führte zu einer markanten Vergrösserung des Dorfkerns. Fast 90 Prozent der Rechtobler Erwerbstätigen waren um 1900 im Stickereibereich tätig, die meisten davon in Heimarbeit. Architektonische Zeugen dieser Zeit sind die nach 1900 entlang der Heidener Strasse – damals «Neugasse» genannt – und im Oberdorf erbauten typischen «Stickerhäuser». Mit dem Ersten Weltkrieg und bis hinein in die 1930er-Jahre kam es zur Stickerei- und Textilkrise, die Rehetobel besonders hart traf. Heute ist die Textilindustrie nur noch von untergeordneter Bedeutung. Erhalten hat sich die Tobler & Co. AG, die 1901 als Nollenstickerei gegründet wurde, später zur Strumpffabrik wurde und seit der 1980er-Jahre auf Arzt- und Spitalbedarf spezialisiert ist.
Ausserhalb der Textilindustrie war die Optiprint ein wichtiges Unternehmen im Dorf. Die Firma wurde 1985 gegründet. Sie produzierte Leiterplatten unter anderem für Hörgeräte und Computer. Im Gründungsjahr arbeiteten 14 Angestellte im Unternehmen. 1999 konnte die AG bereits 130 Arbeiter entlöhnen. Das Wachstum führte zu vermehrter Kritik aus der Bevölkerung. Der ätzende Geruch sei kaum auszuhalten, und der Holdernbach schäume stark. 1997 stand ein weiterer Ausbauschritt an, nachdem die Optiprint einen Auftrag aus der deutschen Autoindustrie erhalten hatte. Zuvor wurden 260 000 Leiterplatten geliefert, 1999 waren es dann eine halbe Million. Die Firma kaufte wegen Platzmangels ein weiteres Gebäude in Berneck. Dort konnte ein Erweiterungsbau realisiert werden und somit zog 2013 die gesamte Produktion in die St. Gallische Gemeinde. Seit 2018 befindet sich im ehemaligen Optiprint-Gebäude ein Traktorenmuseum.
2023 gab es in Rehetobel 48 eingetragene Firmen, zur Hauptsache Handwerks- und Dienstleistungsbetriebe. Viele von ihnen sind im Gewerbeverein zusammengeschlossen, der seit 1870 existiert. Eine der grössten Arbeitgeberinnen ist die Stiftung Waldheim (siehe unter Soziale Institutionen). Weitherum bekannt ist auch das Gasthaus «Zum Gupf» auf einem Hügel nordöstlich des Dorfs. Das Anwesen mit seiner Aussicht zum Alpstein und über den Bodensee bietet gehobene Gastronomie und Hotellerie.
Der Tourismus spielt in Rehetobel eine untergeordnete Rolle: Seit 1904 gibt es einen Verkehrsverein, der Rehetobel als Klimakurort bewirbt. Er betreut die Wanderwege und die Sitzbänke, eine Internetseite und einen Informationsständer beim Gemeindehaus. Historisch bemühte sich der Verkehrsverein auch um bessere Verbindungen des öffentlichen Verkehrs, er setzte sich beim Bau des Schwimmbads ein oder für den Schutz der Natur. Der Verkehrsverein organisiert Veranstaltungen und betreibt das Gigerenhüttli.

### Medien
Seit 1989 erscheint 10-mal pro Jahr das Rechtobler Gmäändsblatt. Es wird von der Gemeindekanzlei erstellt und enthält Informationen aus der Gemeindeverwaltung, der Schule, von Vereinen, Kirchgemeinden u. a. m.

### Bildung

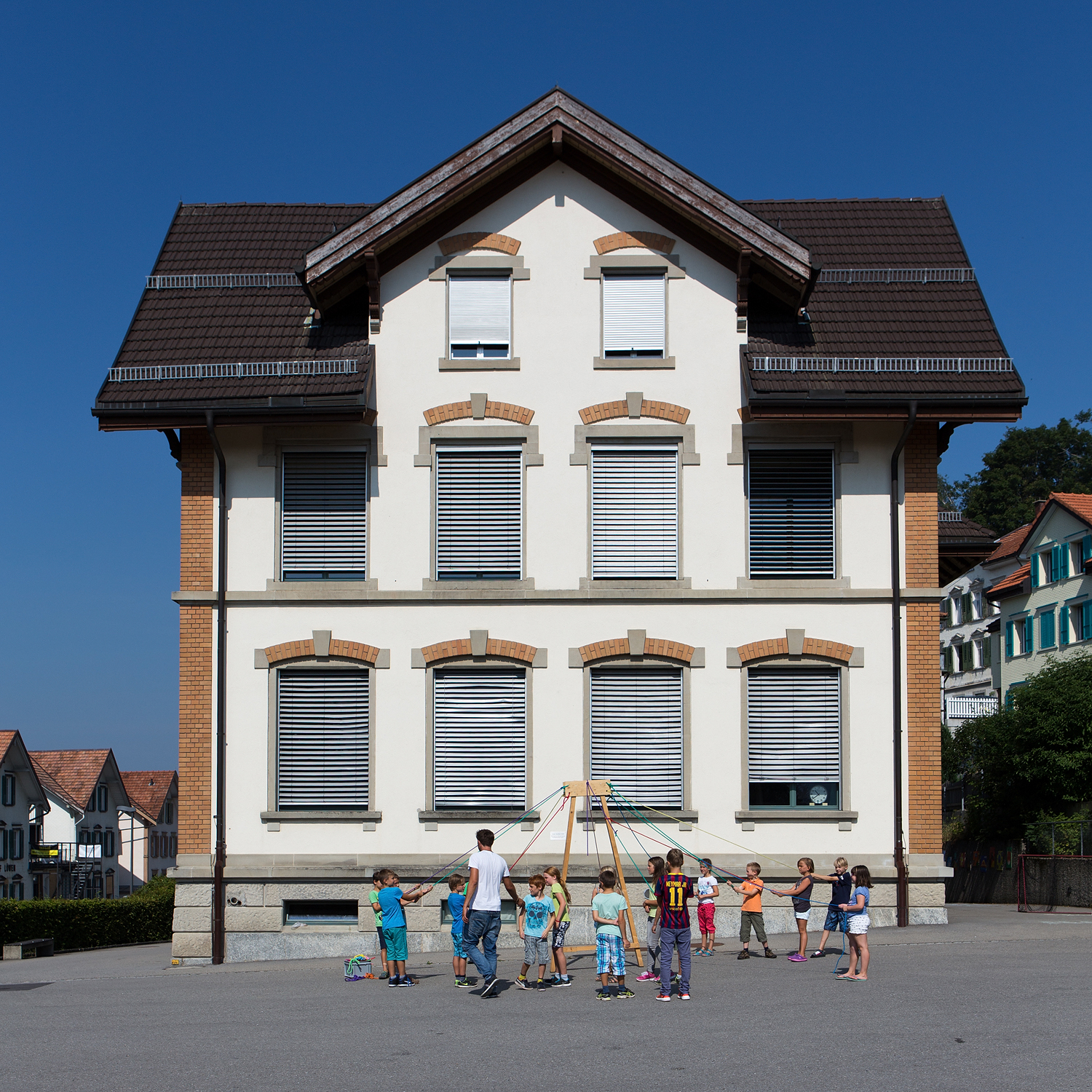
Schulhaus Dorf

Die Gründung der ersten Schulstube in Rehetobel wird auf die Zeit zwischen 1669 und 1681 geschätzt. Damals erfolgte der Unterricht im Pfarrhaus, es musste ein Schulgeld entrichtet werden. 1763 konnte durch ein Vermächtnis von Michael Tobler am Ochsenbühl eine Freischule errichtet werden. 1803 errichteten die Bewohner am Kaien eine Schule. Auch sollten ab sofort nur noch Lehrer angestellt werden, die genügend Kenntnisse in den verschiedenen Unterrichtsfächern hatten. Gut 30 Jahre später wurde eine Ober- und eine Unterschule eingerichtet. Die Aufteilung der Kinder erfolgte jetzt nicht mehr nach Geschlecht, sondern nach Alter. Innerhalb von fünf Jahren (1833–1838) wurden in Rehetobel fünf Schulen gebaut. Erst in der Zwischenkriegszeit öffnete der erste Kindergarten seine Türen und bis 1963 beschränkte sich der Unterricht für die unteren Klassen auf einen halben Tag. Die Schulentwicklung kam in Rehetobel vergleichsweise spät.
2004 wurde das sanierte und nun vergrösserte Schulhaus Dorf eingeweiht. Heute gibt es in Rehetobel einen Kindergarten und eine Primarschule, die auch über Angebote in Heilpädagogik und Deutsch als Zweitsprache verfügt. Rehetobel ist der Musikschule Appenzeller Vorderland angeschlossen. Die Sekundarschule befindet sich im Nachbardorf Trogen. Dort besteht auch die einzige Kantonsschule von Appenzell Ausserrhoden.

### Öffentliche Einrichtungen
Das Alters- und Pflegeheim Krone befindet sich im ehemaligen Gasthaus «Krone». 1970 wurde die Liegenschaft von einer Genossenschaft gekauft und in ein Altersheim umgebaut. Die Institution wurde seither kontinuierlich entwickelt und erweitert. Ausser einer Pflegestation gibt es seit 2013 auch betreutes Wohnen in separaten Alterswohnungen. Ebenfalls wird ein Mahlzeitendienst angeboten. Nach wie vor ist die Krone ein privates Unternehmen auf Genossenschaftsbasis.

### Soziale Institutionen
1976 wurde das anthroposophische Schulheim Hofbergli von Heilpädagogen gegründet und von der Gemeinde und vom Kanton finanziell unterstützt. Es nahm Kinder ab dem dritten Lebensjahr auf, die an schweren Entwicklungsstörungen litten. 1989 zählte das Hofbergli 18 Kinder und Jugendliche. Da jedoch keine neue Heimleitung gefunden werden konnte, musste das Heim 2001 schliessen.
Die Stiftung Waldheim betreut Menschen mit geistiger, körperlicher und psychischer Beeinträchtigung. Sie betreibt insgesamt sechs Heime, in Rehetobel das Wohnheim Sonne und das Gründerhaus. In dieses Gründerhaus waren 1943 die beiden «Irrenpfleger» Josef Kämpf und Margrith Frehner mit 12 Patienten eingezogen. Nach dem Konkurs des Asyls Eben-Ezer in Walzenhausen hatten sich Kämpf und Frehner nach einer Nachfolgelösung umgesehen und waren in Rehetobel fündig geworden. Sie gründeten dort die Pension Waldheim, von der auch die 1974 gegründete Stiftung ihren Namen erhielt. In Rehetobel bezog die Institution 1950 zusätzlich das Haus Anna (in Betrieb bis 1983), baute 1957–1960 das Wohnheim Soldanella (in Betrieb bis 2016) und 1983 das Neue Waldheim. Letzteres wurde bereits 2016 durch einen noch moderneren Neubau, das Wohnheim Sonne, ersetzt. Die «Sonne» bietet Platz für 64 Bewohnerinnen und Bewohner, im Gründerhaus ist eine Aussenwohngruppe für zehn Personen untergebracht.

### Verkehr
Die älteste Landstrasse war der Kirchweg nach Goldach über den Kaien nach Riemen (Gemeinde Grub AR) und hinunter an den Bodensee. Von Riemen gab es eine Strassenverbindung über die Martinsbrugg nach St. Gallen. Die Verbindung durch das Kastenloch nach Trogen ist seit 1661 bezeugt. Mit der Strasse zum Weiler Kaien wurde Rehetobel 1865 am Scheidweg auch an die Mittellandstrasse (Trogen–Heiden) angeschlossen. Die heutige Haupt-Verbindung über Zweibruggen (Klusgonten) und Speicherschwendi nach St. Gallen existiert erst seit Mitte des 19. Jahrhunderts.
Rehetobel ist durch die Postauto-Linie von St. Gallen nach Heiden an den öffentlichen Verkehr angeschlossen.

## Kultur und Freizeit

### Museen

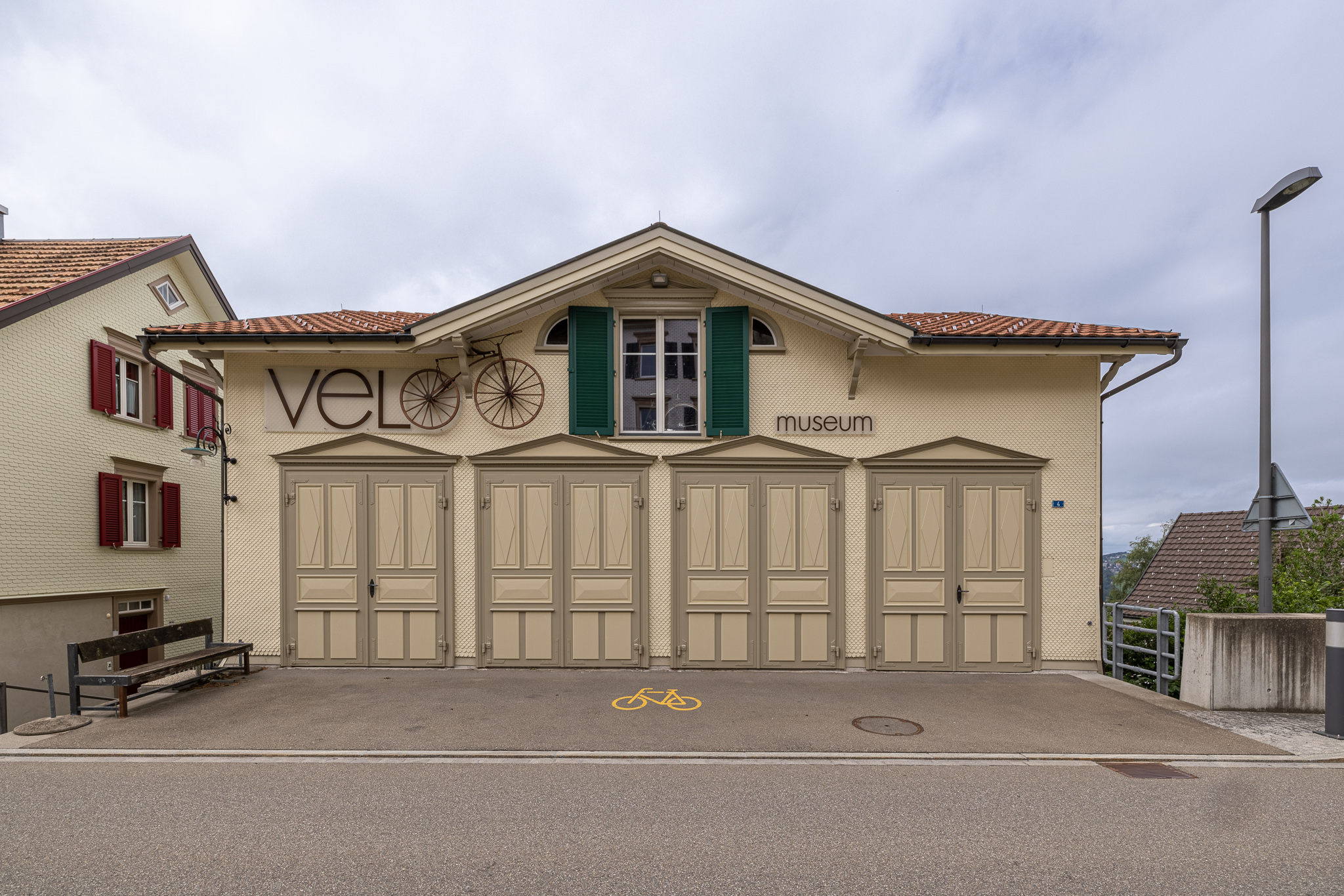
Velomuseum Rehetobel

An der Heidenerstrasse im alten Feuerwehrhaus befindet sich das Velomuseum Rehetobel. Die zwei Gründer Hansueli Zuberbühler und François Cauderay suchen seit 1980 nach speziellen Fahrrädern und stellen sie aus. Das Museum hat eine Dauerausstellung und eine wechselnde Sonderausstellung. Zu sehen sind historische Fahrräder. Testfahrten auf den antiken Fahrrädern gibt es jeweils nach den Führungen. 2013 haben sie ihre besten Stücke in einem Katalog zusammengestellt.
Das Traktorenmuseum Rehetobel befindet sich an der Buechenschwendistrasse im ehemaligen Fabrikgebäude der Optiprint. Mirjam und Bruno Mohn sammeln seit 1996 historische Traktoren, 2018 eröffneten sie das Museum. Zu sehen sind rund 70 Traktoren, 50 Einachser und weitere Landwirtschaftsmaschinen rund 20 verschiedener Marken. Der älteste Traktor ist ein Deutz aus dem Jahr 1938.
Mit dem Audio-Führer «Textildorf hörbar» wird das ganze Dorf zum Museum. Die Lesegesellschaft Dorf hat diesen kommentierten Rundgang 2019 erarbeitet, um das Gedächtnis an das Textildorf zu bewahren. Entlang von zehn Stationen können Texte gehört werden, die auf spezielle Orte hinweisen und persönliche Erinnerungen und Geschichten erzählen. Sämtliche Informationen sind auch im Internet abrufbar.

### Musik und Tanz
Seit 1899 gibt es den Frauenchor Rehetobel. Damals war es eigentlich ein Töchterchor, also ledigen Frauen vorbehalten. 1936 wurde der Chor schliesslich zum Frauen- und Töchterchor, damit auch verheiratete Frauen mitsingen konnten. Fast 100 Jahre nach der Gründung löste sich der reine Frauenchor auf und wandelte sich zu einem gemischten Chor. Der Chor zählt heute 30 aktive Mitglieder, im Repertoire hat er traditionelle weltliche Lieder.
1875 wurde die Musikgesellschaft Rehetobel als Blaskapelle gegründet. Nach 100 Jahren Vereinsgeschichte hielt die Gesellschaft 1975 ein Jubiläumskonzert. Dieses Konzert soll «der Höhepunkt in der hundertjährigen Vereinsgeschichte» gewesen sein. 1960 formierte sich der Verein zu einer Brassband um. Heute zählt der Musikverein zu den aktivsten und beliebtesten Vereinen in ganz Rehetobel.
Die Cembalistin Marie-Louise Dähler und der Violinist und Komponist Paul Giger leben in Rehetobel. Marie-Louise Dähler ist Musiklehrerin und tritt als Solistin und in Kammermusikensembles auf. Zusammen mit Paul Giger hat sie die CD «Towards Silence» aufgenommen, die Eigenkompositionen und Improvisationen in einen Bezug zur Tonsprache von Johann Sebastian Bach stellt. Paul Giger war zunächst Konzertmeister im Sinfonieorchester St. Gallen, seit 1983 ist er freischaffender Musiker und Komponist. Er spielt Violine und Viola d'amore und seine ganz eigene Violino d'amore, die neben fünf Spielsaiten auch über Resonanzsaiten verfügt. Paul Giger erkundet mit seiner Musik vielfältige Harmonien und Klangräume. Seit dem Debüt «Chartres» (1988) sind mehrere CDs erschienen: Solowerke, aber auch Zusammenarbeiten zum Beispiel mit dem Hilliard Ensemble.
Seit 1988 lebt die Performerin und Choreografin Gisa Frank in Rehetobel. Sie arbeitet für die Bühne, aber auch draussen in der Natur. Ihr Interesse gilt Tanz und Bewegungsforschung. Gisa Frank arbeitet an eigenen Projekten und interdisziplinär mit anderen Künsten zusammen. Sie unterrichtet und engagiert sich in Tanzförderprojekten. Das Haus «Kronenbühl», das sie bewohnt, gehörte einst dem Lehrer und Künstler Oskar Meier. Darin organisiert sie auch kulturelle Veranstaltungen.

### Bauwerke

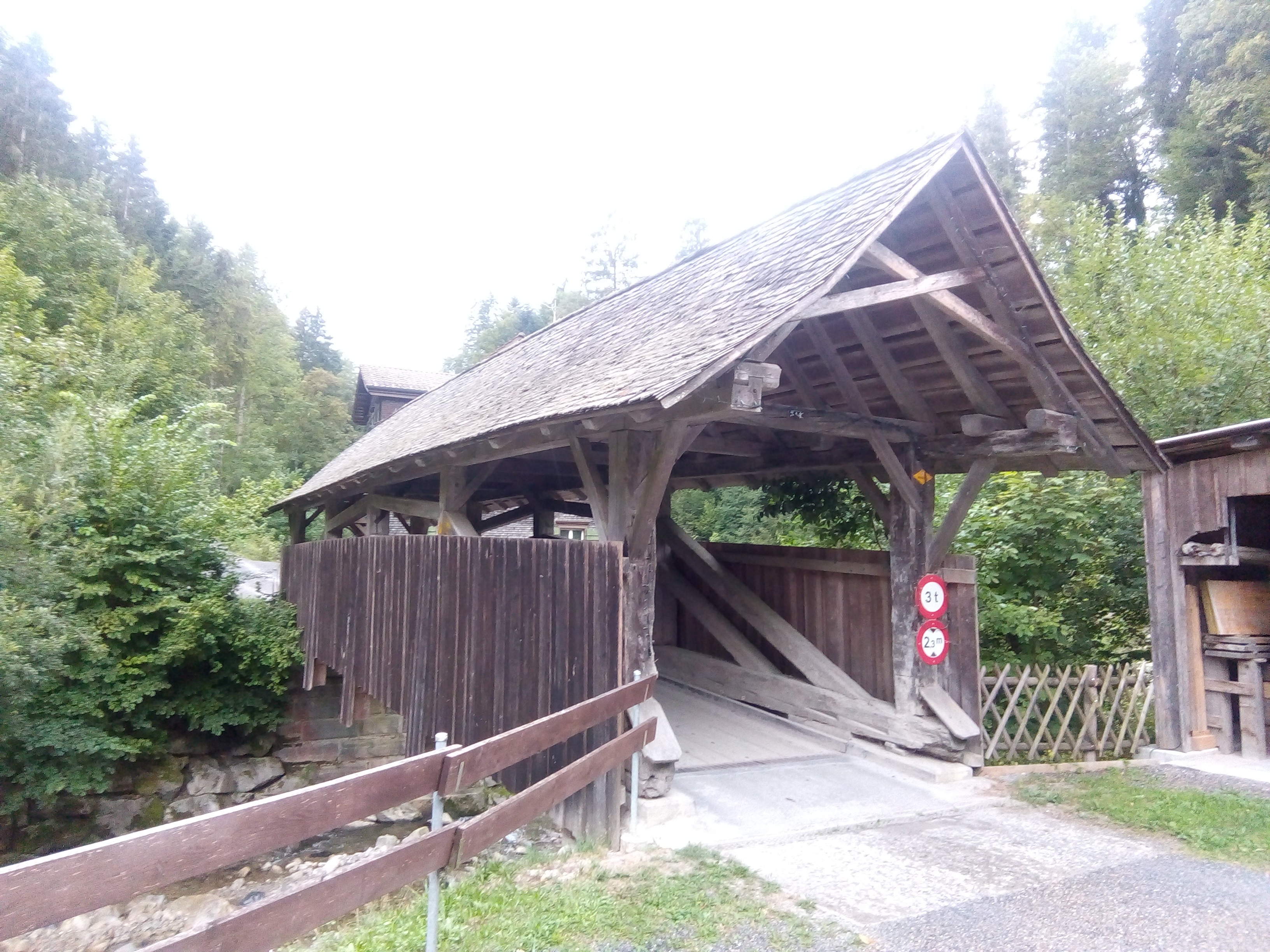
Achmüli-Brücke über die Goldach

Eines der ältesten Bauwerke in der Gemeinde ist die Achmüli-Brücke (untere Achbrücke) über die Goldach an der alten Saumstrasse von Robach nach Speicherschwendi. Sie wurde 1671 erstellt, 1700 durch Hochwasser zerstört und anschliessend wiederaufgebaut. Es handelt sich um eine gedeckte Holzbrücke mit einer Spannweite von 16 Metern. Die Oberach-Brücke an der Saumstrasse von Lobenschwendi nach Speicherschwendi ist vermutlich noch älter. Sie wurde jedoch abgerissen und 1739 von Hans Ulrich Grubenmann neu gebaut. Auch dabei handelt es sich um eine gedeckte Holzbrücke, sie hat eine Spannweite von 17,5 Metern. Die heutige Strassenverbindung führt über die Brücke bei Zweibruggen, die erst 1848 erstellt wurde.
Die bestehende reformierte Kirche ist der dritte Kirchenbau von Rehetobel. Die erste Kirche, erstellt 1669, wurde 1737 abgebrochen. Die zweite wurde 1890 durch einen Brand zerstört. Die heutige Kirche wurde nach Plänen des Architekten Karl Ramseyer aus St. Gallen 1891–92 erstellt. Es ist ein neugotischer Bau, der westsüdwärs gerichtet ist. Der Innenraum ist klar in einen Hauptraum und einen dreiseitig geschlossenen Chor getrennt. 1960 wurde die Orgel über der Kanzel entfernt und auf der Empore an der Rückseite eingepasst, dadurch wurde der Blick in den hellen Chor freigegeben.
Das Urwaldhus im Weiler Robach soll das älteste Haus in der Gemeinde sein: Ein Hausteil stammt von 1550. Erbaut wurde es im «Urwald» als spätbarock-klassizistisches Bauernhaus mit einer kleinen Scheune. Der geschindelte Kantholz-Strickbau steht auf einem gemauerten Sockel. Das Untergeschoss wurde im 17. Jahrhundert zum Webkeller ausgebaut. Ab 1805 war es ein Wirtshaus, der «Bären» lag damals an der Kreuzung der Strassen nach Speicherschwendi und Riemen. Ab 1804 gehörte das Haus der Familie Fässler. Frieda Fässler (1894–1966), bekannt als «Bäre Frieda», wohnte ihr Leben lang in dem Haus, wirtete und erforschte die Geschichte des Hauses und der Umgebung. Seit 2003 gehört das Haus der «Bären»-Robach-Stiftung. Das Urwaldhus ist immer noch eine Gastwirtschaft und wurde 2006 von der Unesco als historisches Restaurant des Jahres ausgezeichnet.

### Sport
Aus der Bewegung von Turnvater Jahn heraus entstand auch in Rehetobel um 1859 ein erster Turnverein, 2009 beging er als Sportverein Rehetobel sein 150-Jahr-Jubiläum. Zu diesem Zeitpunkt zählte er 330 Mitglieder. Aufgrund der grossen Altersunterschiede wurde beschlossen, die Männerriege in Senioren und Junioren aufzuteilen. Heute bietet der Sportverein unter anderem Pilateskurse und fördert das Geräteturnen.
1959 wurde eine Schwimmbadgenossenschaft gegründet, die zusammen mit ehrenamtlichen Helferinnen und Helfern aus dem Dorf ein Schwimmbad in Hüseren baute. Eingeweiht wurde es 1960. 1980 und 2003 wurden technische Erneuerungen ausgeführt, jedoch kam man an einer Totalsanierung nicht vorbei. Das neue, moderne Bad eröffnete 2007. Das Schwimmbad ist mit dem Sportplatz verbunden, der nun eine grössere Nutzungsfläche hat.

## Persönlichkeiten
- Walter Bischofberger (1934–2021), Posthalter, Gemeindehauptmann[55]
- Marie-Louise Dähler, Cembalistin
- Frieda Fässler (1894–1966), «Bären»-Wirtin
- Gisa Frank (* 1960 in Deutschland), Tänzerin und Choreografin
- Paul Giger (* 1952 in Herisau), Violinist und Komponist
- Johannes Graf, der letzte Handweber von Seidenbeuteltuch[56]
- Jakob Kern  (* 1961 in Rehetobel), Direktor beim World Food Programme der Vereinten Nationen[57]
- Elisabeth Kunz-Langenauer (1942–2022), erste Kantonsratspräsidentin von Appenzell Ausserrhoden
- Jakob Langenauer (1913–1981), Textilkaufmann, Gemeindepräsident, Kantonsrat, Regierungsrat, Nationalrat
- Herbert Maeder (1930–2017), Fotograf, Nationalrat[58][14]
- Michael Schraner, «Mick», Tätowierer[59]
- Arthur Sturzenegger (1933–2020), Primarlehrer, Lokalhistoriker
- Emil Tanner (1856–1936), Baumeister, Gemeinderat[60]
- Willi Walser (1921–1981), Textilunternehmer, Gemeindepräsident, Kantonsrat und Regierungsrat
- Hedi und Hansueli Zuberbühler, Papiertheaterspieler[61]

## Bilder

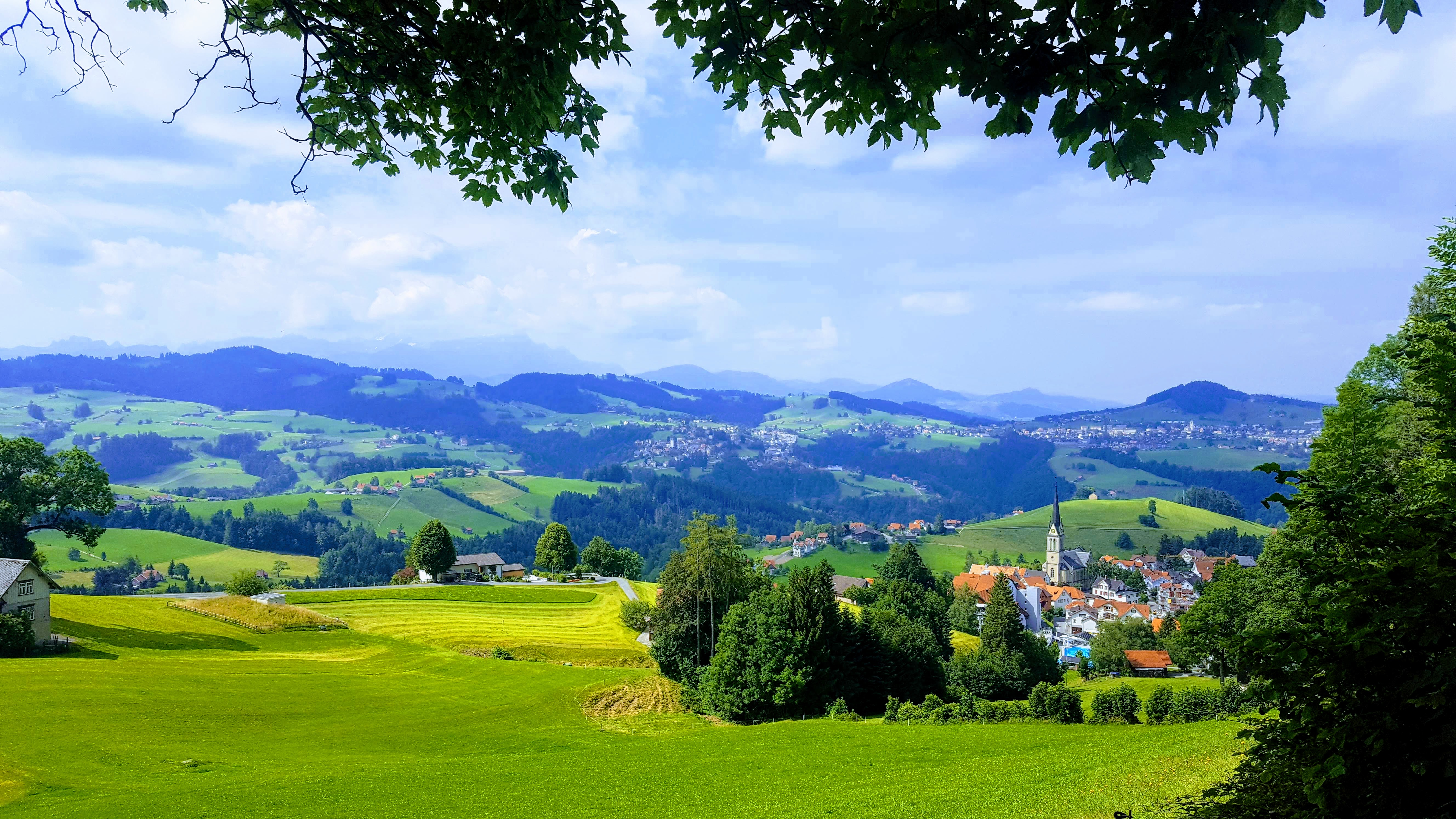
Rehetobel von Nordosten, Juli 2019
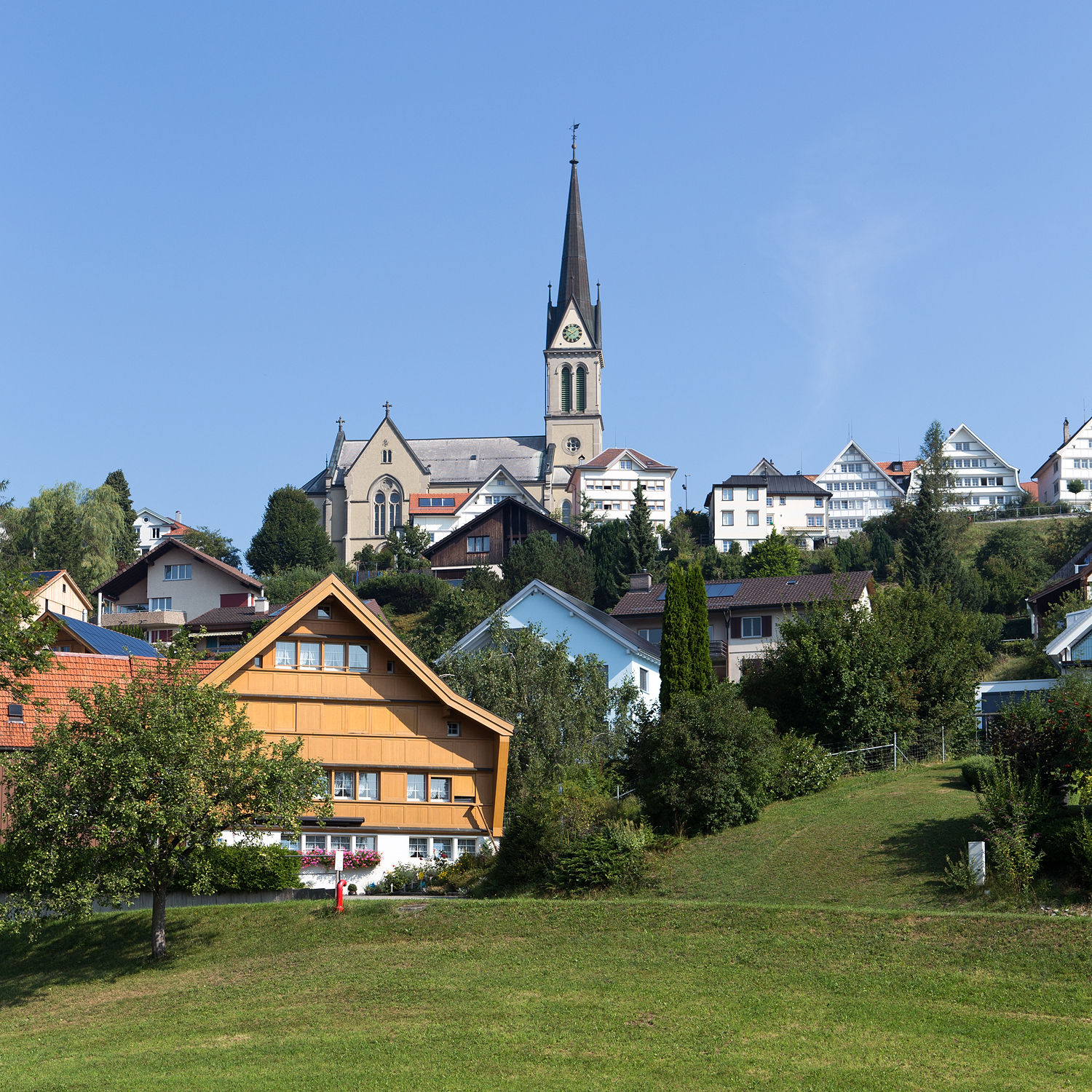
Rehetobel
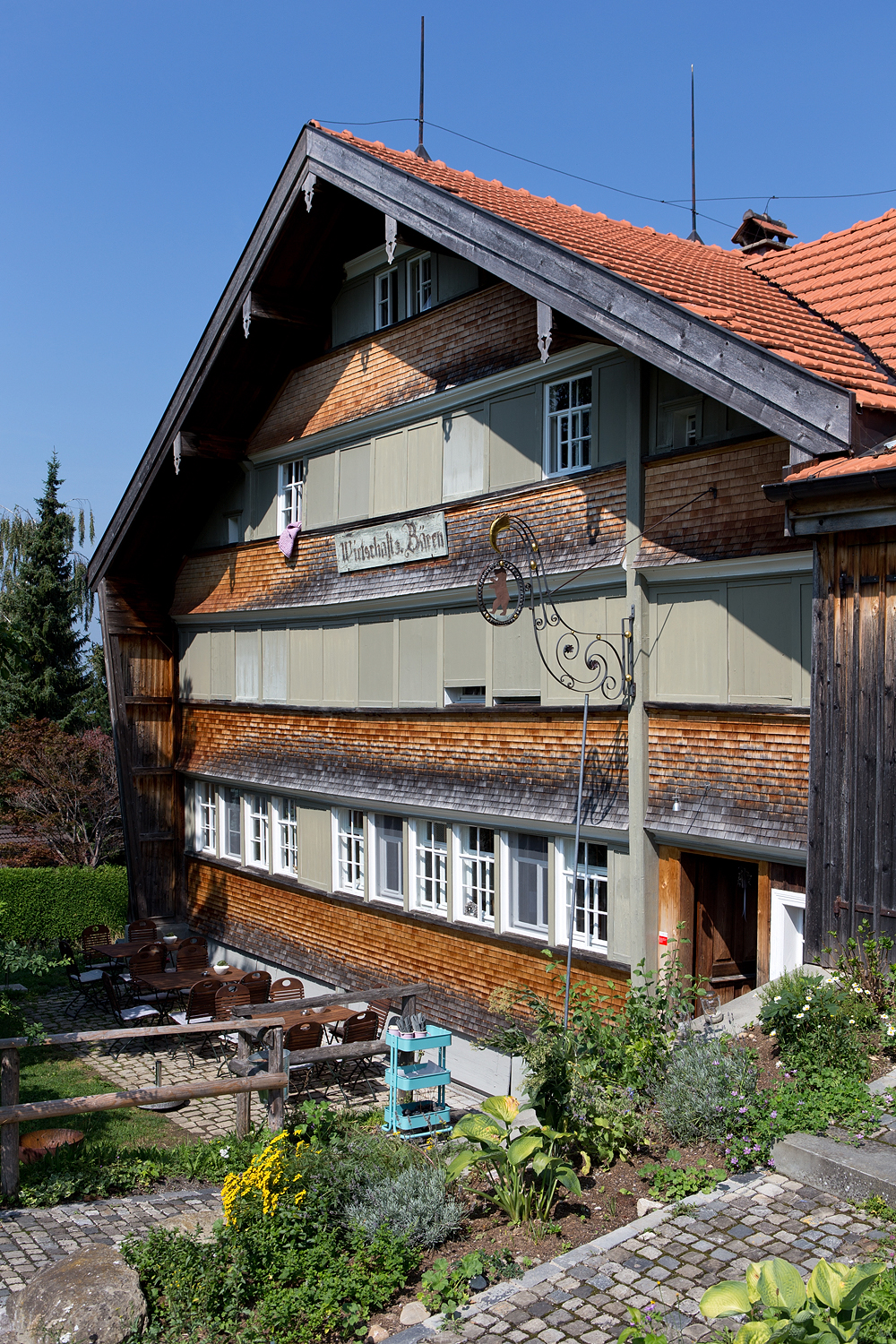
Urwaldhus «Bären»
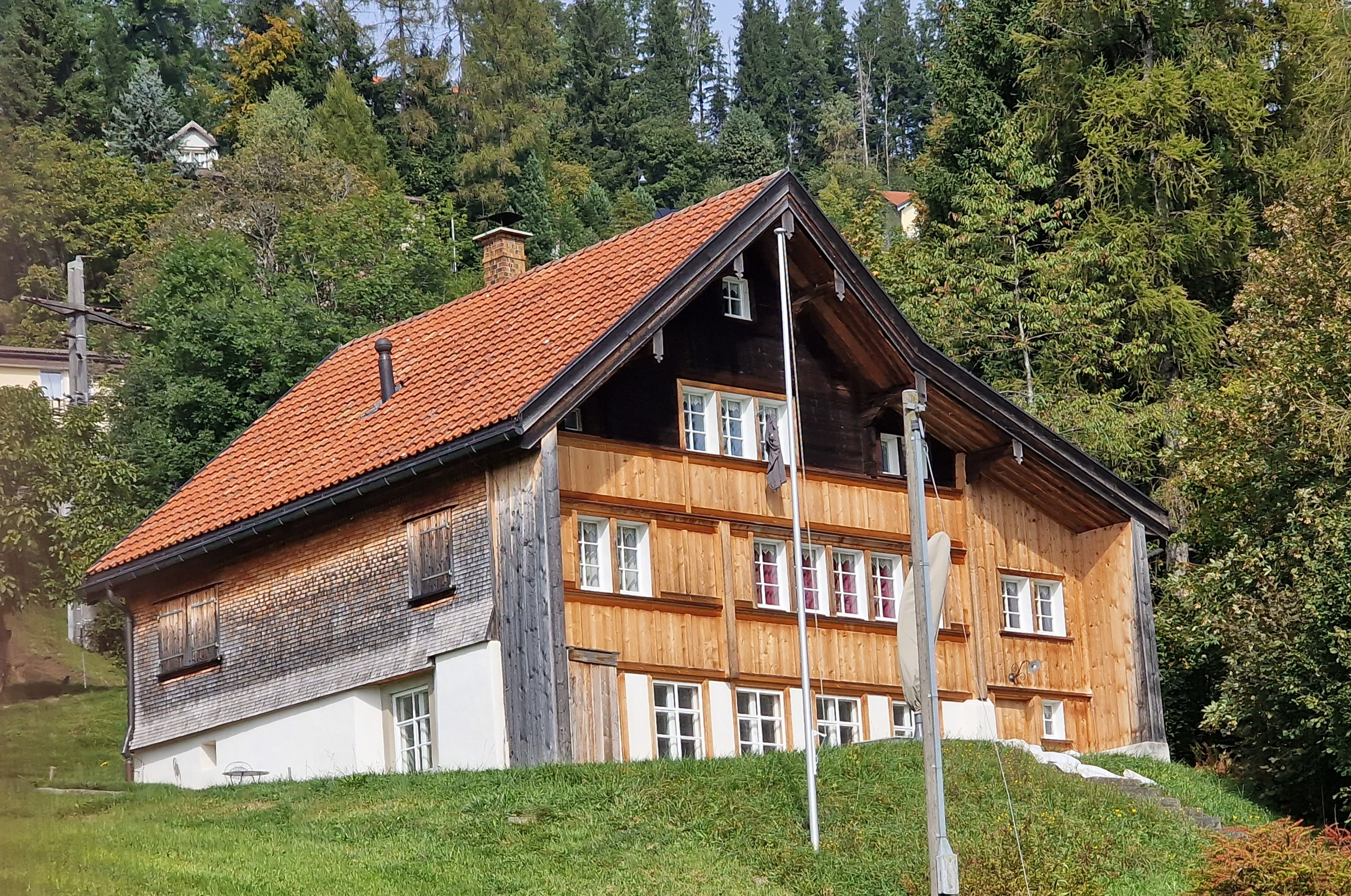
Weberhöckli
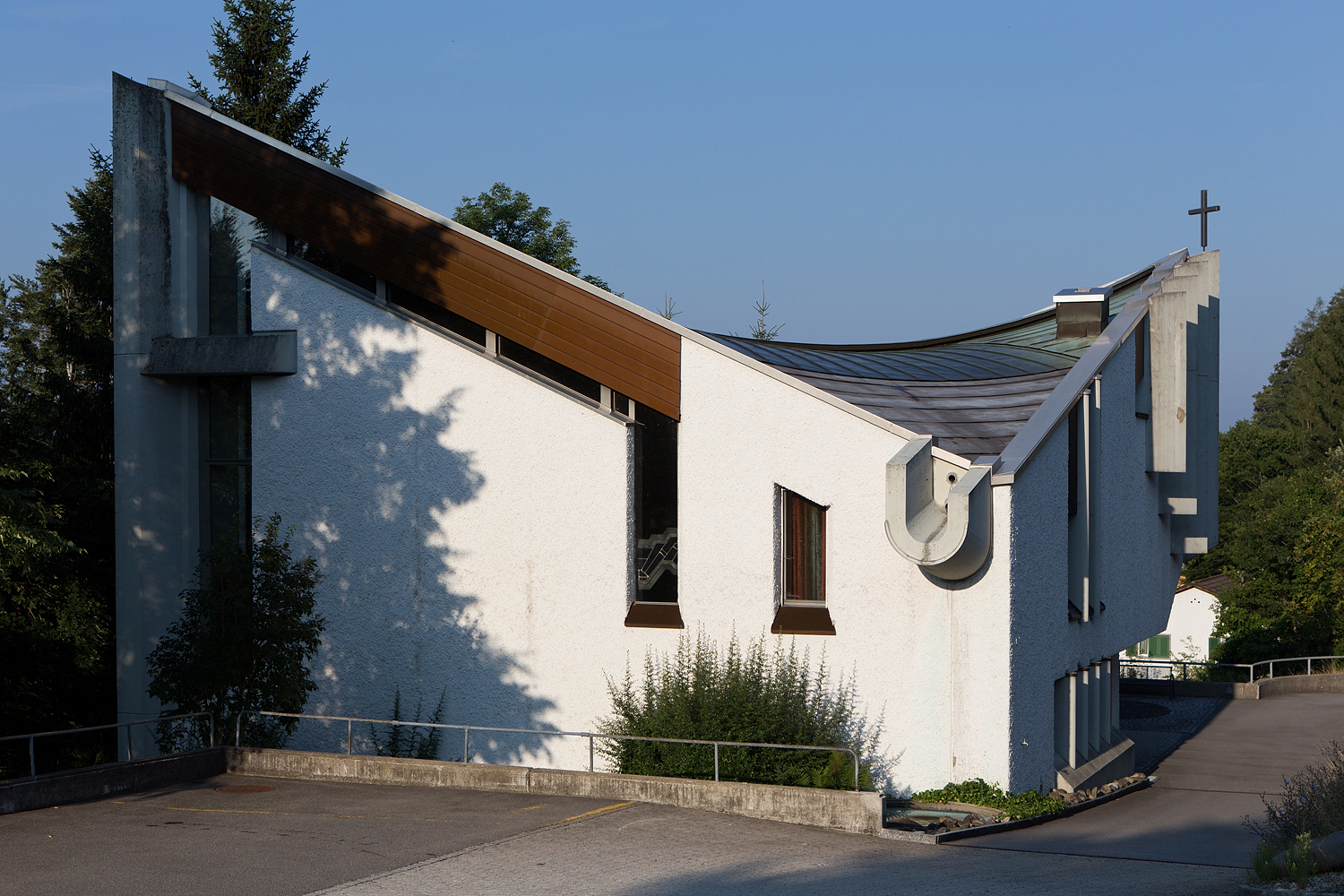
Katholische Kirche
Luftbild von 1949